# Sinergética (Haken)
La sinergética es una ciencia interdisciplinaria que explica la formación y la autoorganización de patrones y estructuras en sistemas abiertos lejos del equilibrio termodinámico. Fue fundada por  Hermann Haken, inspirada en la teoría del láser. La interpretación de los principios del láser como la autoorganización de sistemas no equilibrados allanaron el camino a finales del decenio de 1960 para el desarrollo de la sinergia, de la cual Haken es reconocido como fundador. Uno de sus más exitosos libros populares es Erfolgsgeheimnis der Natur (La ciencia de la estructura: Sinergética).
La autoorganización requiere un sistema 'macroscópico', que consiste en muchos subsistemas que interactúan de manera no lineal. En función de los parámetros de control externos (medio ambiente, flujos de energía) se produce la autoorganización.

## Concepto orden-parámetro
En la sinergética es esencial el concepto de orden-parámetro, el cual fue presentado originalmente en la teoría Ginzburg-Landau para describir cambios de estado en termodinámica. El concepto de parámetro de orden es generalizado por Haken como "principio de esclavizar", afirmando que los modos de dinámica de relajación rápida (estable) están completamente determinados por la dinámica 'lenta', por lo general, de unos pocos 'parámetros-órdenes' (modos inestables). Los parámetros de orden pueden ser interpretados como las amplitudes de los modos inestables que determinan el patrón macroscópico.
Como consecuencia, la autoorganización significa una enorme reducción de grados de libertad (entropía) del sistema que revela a nivel macroscópico un incremento del 'orden' (formación de patrones). Esto supuestamente explica la auto-organización de los patrones en tantos sistemas diferentes en la física, la química y la biología.
"[...] Las propiedades estadísticas de la luz láser cambian cualitativamente en el umbral del láser. Debajo de ruido del umbral del láser aumenta más y más, mientras que por encima de umbral disminuye de nuevo. [...] Por debajo del umbral de láser, la luz se compone de rastros de onda individuales que son emitidos por los átomos individuales independientemente uno de otro. Encima del umbral del láser, se produce una pista de onda prácticamente infinitamente largo. Con el fin de hacer contacto con otros procesos de auto-organización vamos a interpretar los procesos en una lámpara o en un láser por medio de modelo del átomo de Bohr. Una lámpara produce su luz de tal manera que los electrones excitados de los átomos hacen sus transiciones de la órbita exterior a la órbita interior de forma totalmente independiente el uno del otro. Por otro lado, las propiedades de la luz láser sólo puede entenderse si se supone que las transiciones de los electrones individuales se producen de forma correlacionada. [...] Por encima del umbral de láser el campo coherente crece más y más y que puede servir como esclavo a los grados de libertad de los momentos dipolares y de la inversión. Dentro de la sinergia que ha resultado que es una ecuación bastante típico que describe los efectos de la auto-organización. [...] Esta ecuación nos dice que la amplitud de los dipolos, que es proporcional a A, se forma instantánea dada por la amplitud del campo B (t) (y por la fuerza fluctuante). Este es probablemente el ejemplo más simple de un principio que ha resultado ser de importancia fundamental en la sinergia y que se llama el principio esclavista ". ( Luz: Ondas, fotones y átomos, vol. 2, la dinámica de luz láser - capítulo 13.)